# 21453 Вікторлевін
21453 Вікторлевін (21453 Victorlevine) — астероїд головного поясу, відкритий 20 квітня 1998 року.
Тіссеранів параметр щодо Юпітера — 3,525.